# سامان قنبری‌زاده
سامان قنبری‌زاده (متولد ۳۰ شهریور ۱۳۷۰، دزفول) موتورسوار ایرانی است که در رشته موتور سواری نمایشی (Freestyle Stunt Rider) فعالیت می‌کند.

## زندگی‌نامه
سامان قنبری فعالیت‌های ورزشی را از کودکی آغاز کرد. سامان در رشته فوتبال و سپس در رشتهٔ بدنسازی فعالیت می‌کرد و در این رشته به موفقیت‌هایی در سطح شهرستان و استان دست یافت. موتورسواری جزء علایق سامان بود و در سن نوجوانی به صورت جدی در این رشته فعالیتش را شروع کرد. در ابتدا در رشته موتورسواری کراس فعالیت می‌کرد و سپس آشنایی با رشتهٔ موتورسواری نمایشی باعث شد به این رشته روی آورد و اولین موتورسوار ایرانی در این رشته شود. سال‌ها تلاش و تمرین در این رشته باعث شد بتواند جواز کسب در مسابقات آسیایی و جهانی را به دست بیاورد. در اولین سال حضور در مسابقات آسیایی مقام دوم و در دوره دوم مقام اول آسیای را کسب کرد. همچنین در مسابقات جهانی مقام نهم را در بین سی شرکت کننده به دست آورد.

## افتخارات
پدیده موتورسواری در رشته نمایشی(Stunt) در کشور در سال ۱۳۹۵
کسب مقام نایب قهرمانی مسابقات آسیایی ۲۰۱۷ در کشور امارات
کسب مقام قهرمانی مسابقات آسیایی ۲۰۱۸
کسب مقام ۹ جهان در سال ۲۰۱۸le_share&igshid=1ktwb1ypzeqb2
https://www.ilna.ir/بخش-عکس-استان-ها-148/505289-حرکات-ن

## گالری حرکات نمایشی سامان قنبری با موتور ریس

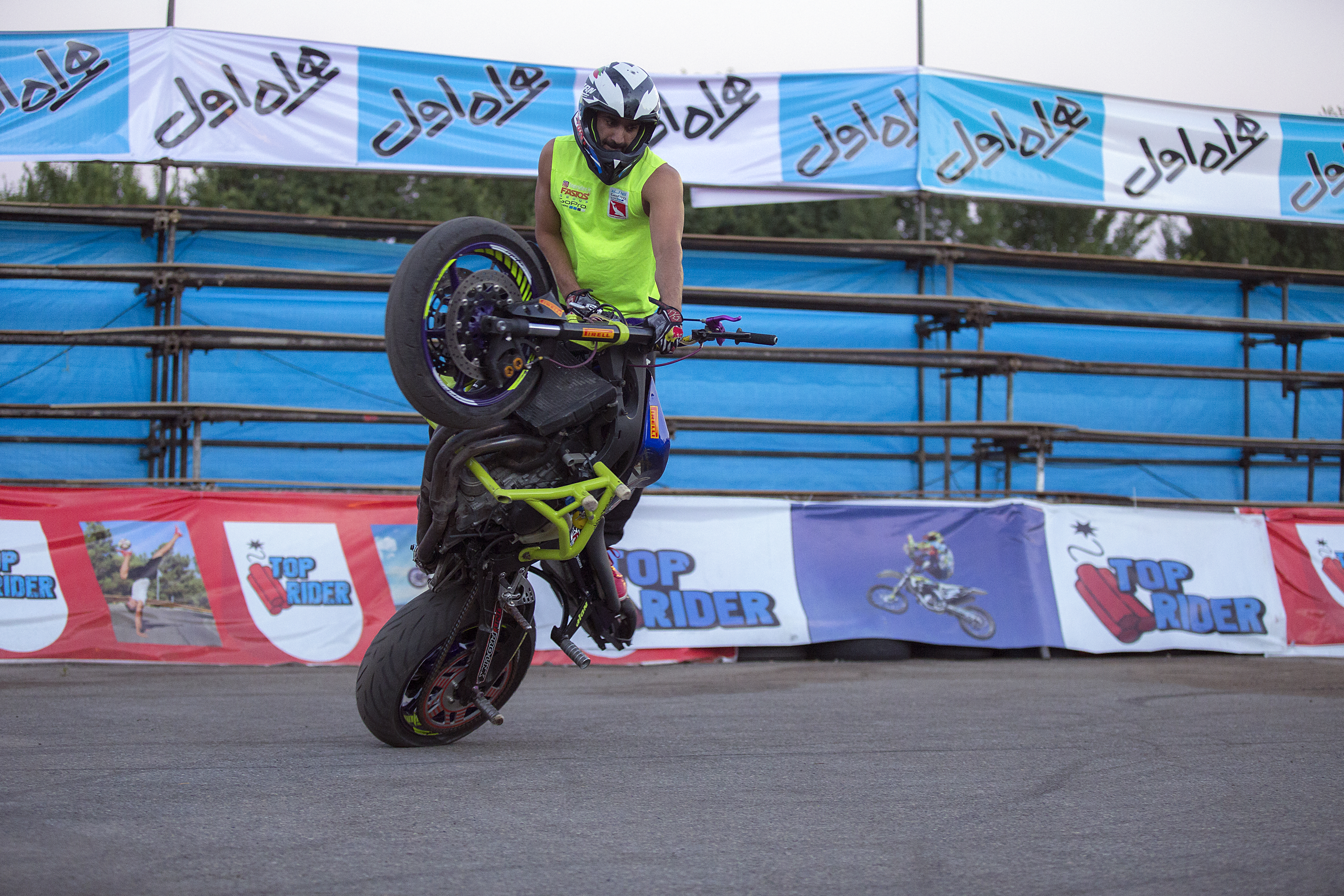
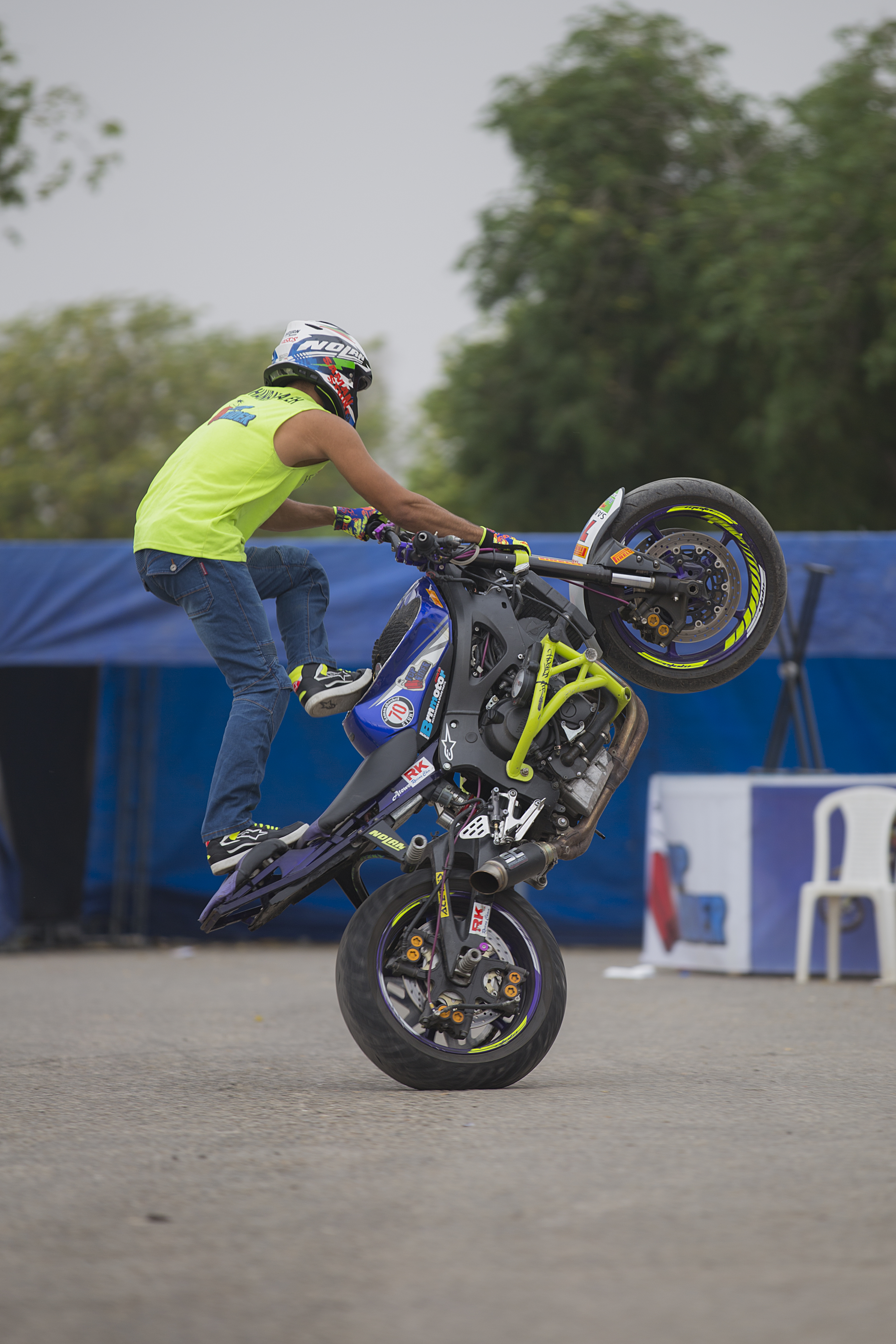
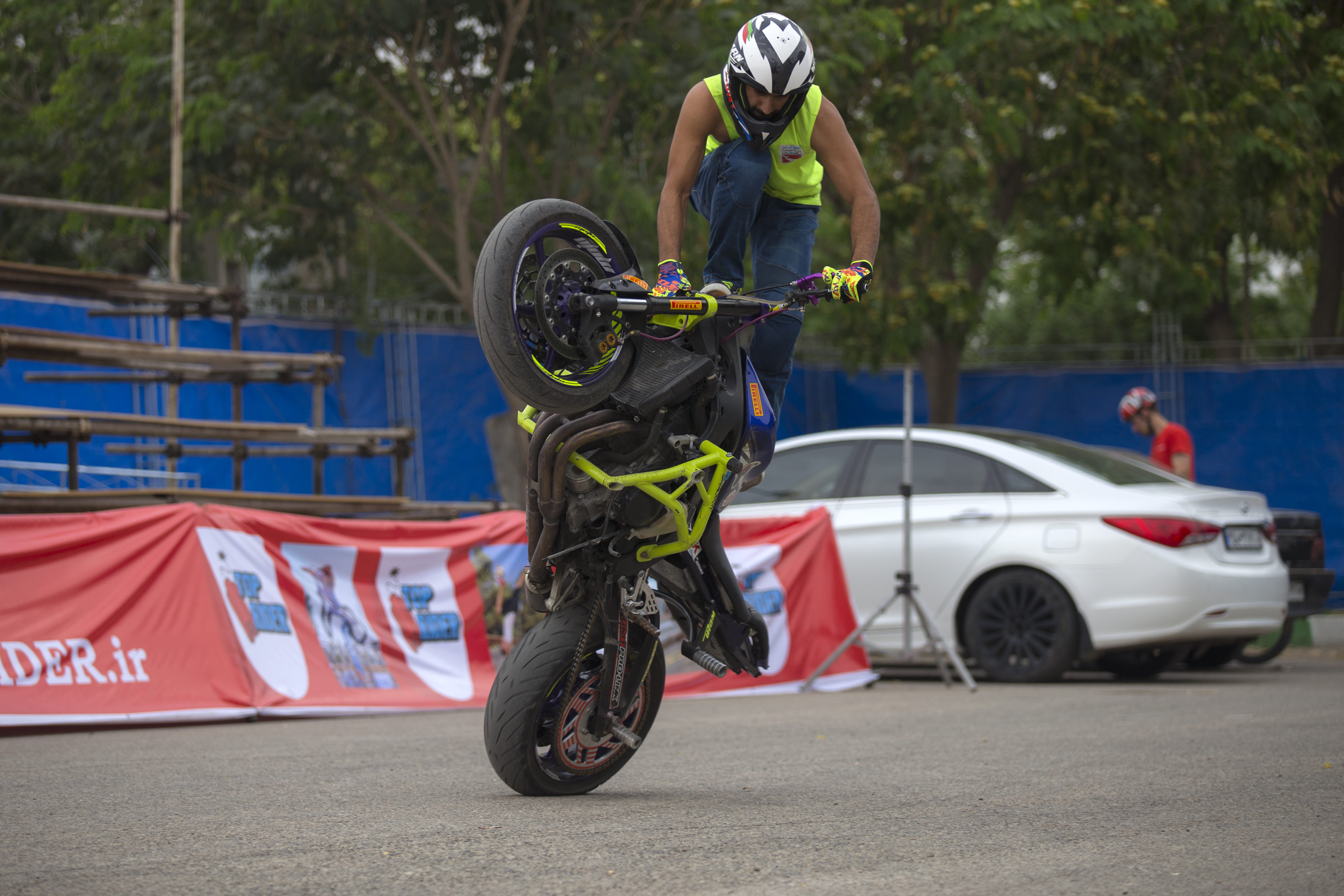
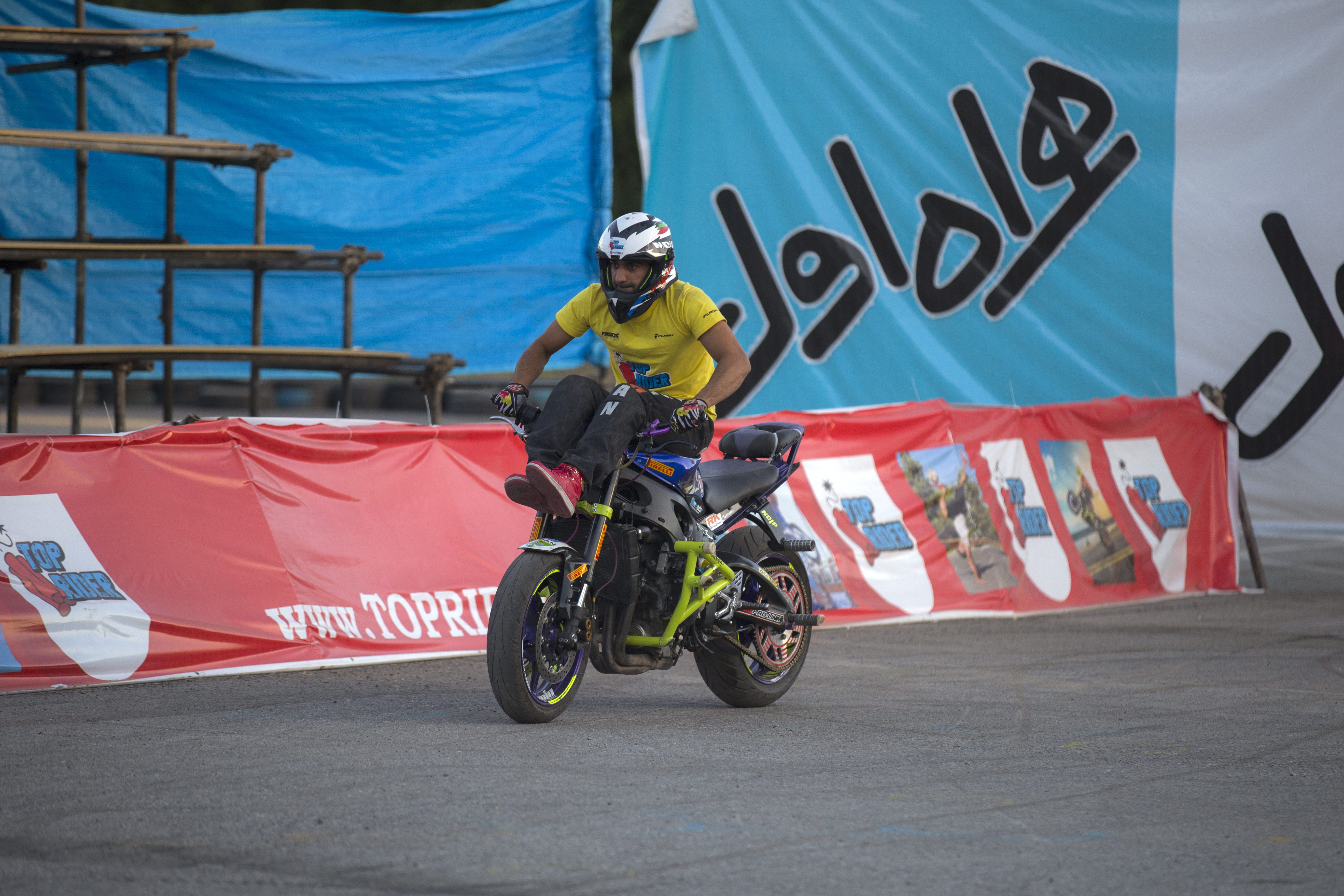
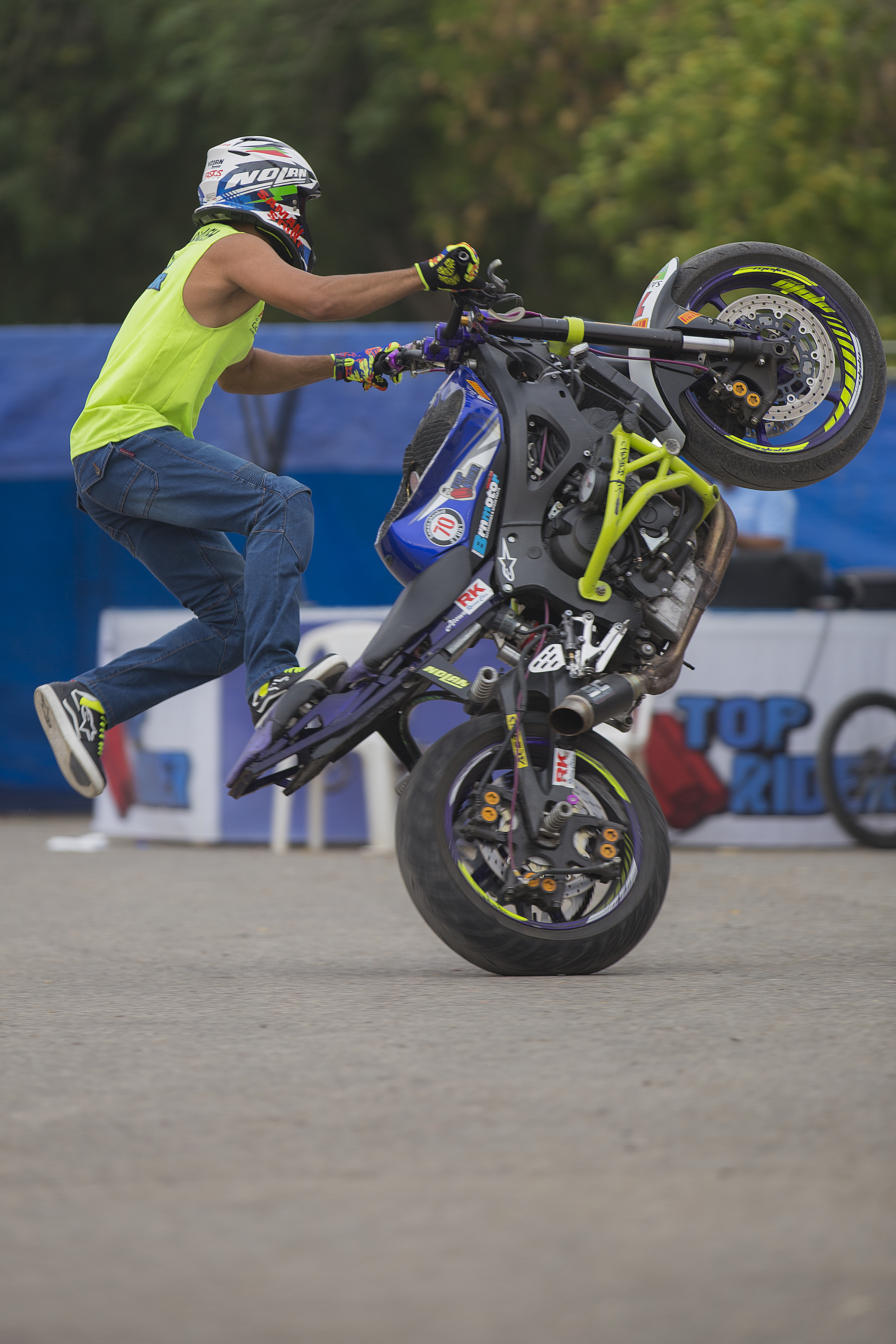
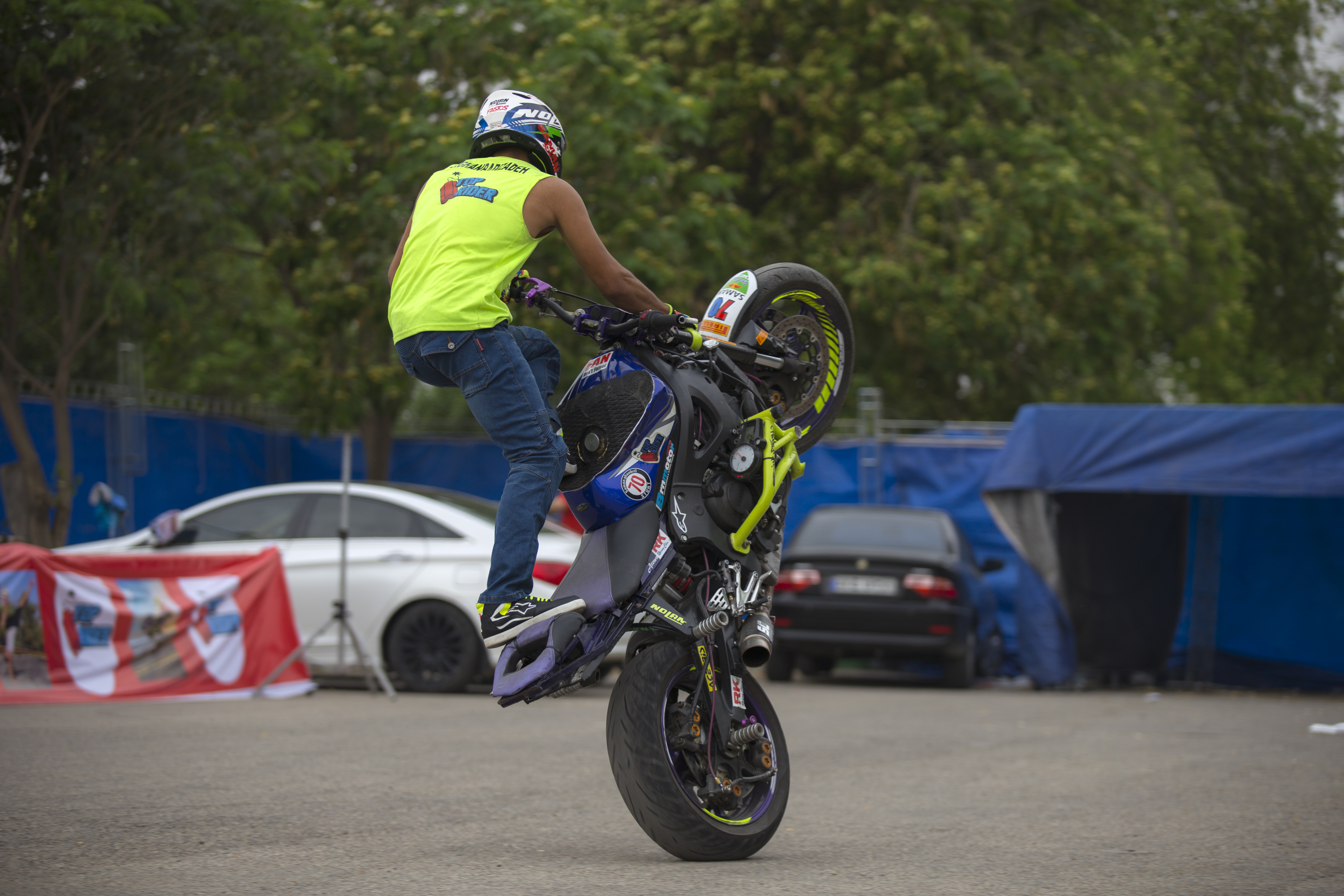
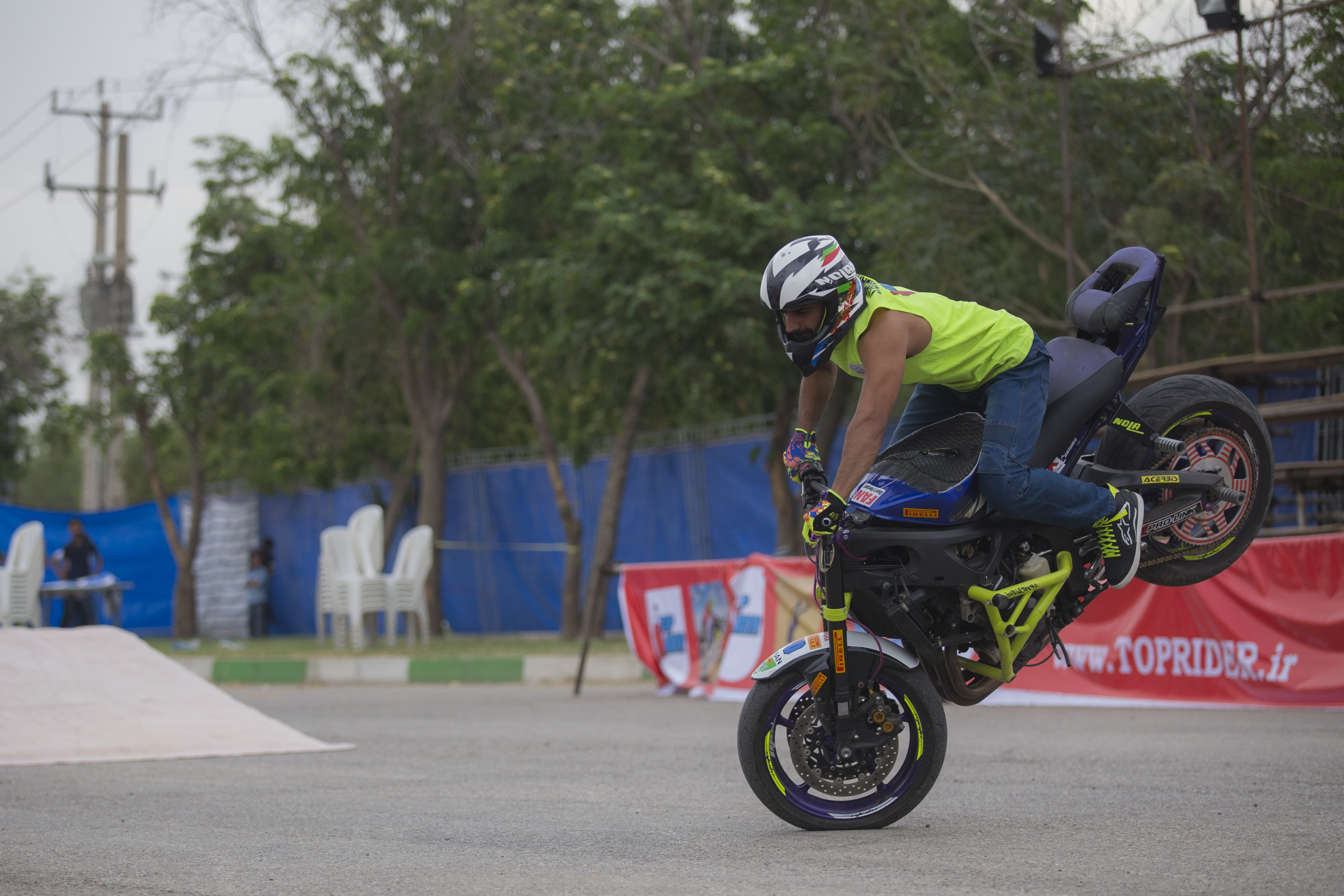